# All I Want Is You
All I Want Is You – ballada rockowa irlandzkiej grupy U2, pochodząca z jej wydanego w 1988 roku albumu, Rattle and Hum. W 1989 roku została wydana jako czwarty singel promujący tę płytę. Utwór pojawia się także pod koniec filmu Rattle and Hum. Bono powiedział, że piosenka jest bardziej rozbudowaną wersją jednego z najpopularniejszych utworów zespołu, „With or Without You”, pochodzącego z poprzedniej płyty grupy, The Joshua Tree.

## Lista utworów

### MC: Island / CIS422 (Wielka Brytania)
1. „All I Want is You” (edycja singlowa) (4:14)
2. „Unchained Melody” (4:52)
3. „Everlasting Love” (3:20)

### 7": Island / IS422 (Wielka Brytania)
1. „All I Want is You” (edycja singlowa) (4:14)
2. „Unchained Melody” (4:52)
3. „Everlasting Love” (3:20)

### 12": Island / 12IS422 (Wielka Brytania)
1. „All I Want is You” (edycja singlowa) (4:14)
2. „Unchained Melody” (4:52)
3. „Everlasting Love” (3:20)

### CD: Island / CIDP422 (Wielka Brytania)
1. „All I Want is You” (edycja singlowa) (4:14)
2. „Unchained Melody” (4:52)
3. „Everlasting Love” (3:20)
4. „All I Want is You” (6:30)

## Pozycje na listach

### Wydanie z 1989 roku
| Rok  | Lista                                      | Pozycja |
| ---- | ------------------------------------------ | ------- |
| 1989 | Australia (ARIA Charts)                    | #2      |
| 1989 | Wielka Brytania (UK Singles Chart)         | #4      |
| 1989 | Stany Zjednoczone (Billboard Hot 100)      | #83     |
| 1989 | Stany Zjednoczone (Mainstream Rock Tracks) | #13     |

### Wydanie z 1994 roku
| Rok  | Lista                                 | Pozycja |
| ---- | ------------------------------------- | ------- |
| 1994 | Stany Zjednoczone (Top 40 Mainstream) | #38     |

## Covery
- Utwór został wykonany przez orkiestrę Royal Philharmonic Orchestra i znalazł się na jej albumie Pride: The Royal Philharmonic Orchestra Plays U2 z 1999 roku.
- Irlandzki żeński zespół Bellefire stworzył własną wersję utworu, która osiągnęła spory sukces w 2002 roku. Bono wygłosił kilka pozytywnych opinii na temat piosenki Bellefire, jednak fanom U2 cover nie przypadł do gustu.